# 绿灯军团
綠光軍團（英語：Green Lantern Corps）是一支虛構的星際警察部隊，由DC漫畫公司出版。
他們奉守護者之命在浩瀚無際的DC宇宙之中巡邏，守護者是一群居住在歐亞星的不死生物。
根據DC宇宙的連續性，綠光軍團已存在了三十億年，經歷了大大小小的爭戰卻尚健在。
以歐亞星為中心，將DC宇宙分成的3600個扇區，而每個扇區都有兩名綠光戰警分派其中。
因此估計總共有超過7200名成員（綠光戰警）為綠光軍團服務。
每位綠光戰警都擁有一枚能量戒指，那是一枚會根據佩戴者的意志力而產生難以置信力量的武器。

## 出版歷史

### 宇宙的守護者
1959年，随着超级英雄漫画在美国风靡一时，DC漫画的编辑朱利叶斯·施瓦茨决定将1940年代的超级英雄人物"绿灯侠"重新塑造成科幻英雄。 施瓦茨的新概念绿灯有一个不同的名字（哈尔乔丹），服装和起源的故事，与原来的绿灯没有联系。 四十年代的「绿灯侠」只是一名独行侠，只会在地球上冒险，而新的「绿灯侠」只不过是一群自称为「绿灯侠」的星际执法者之一。 这个团体首次被提到在展示会#22（1960年）时，一个垂死的绿灯侠把他的戒指传递给哈尔乔丹。 多年来，作家们介绍了一大批《绿灯侠》的配角和主演。

### 虚构团体史
守护者
主要文章:宇宙守护者
宇宙守护神是起源于马耳他星球的几个种族之一，也是宇宙中最早的智慧生命体之一。 此时，它们是短而灰蓝色的类人猿，有着黑色的头发。 他们成为科学家和思想家，在他们周围的世界里进行实验。 在数十亿年前的关键时刻，一个名叫克罗纳的马耳他人使用时间弯曲的技术来观察宇宙的开始。 然而，这一考验给所有存在带来灾难。 最初，这个实验将宇宙分裂成多个宇宙，并创造了邪恶的反物质宇宙。 在多重宇宙的追溯性破坏之后，人们发现克罗纳用熵来淹没宇宙的开始，导致它"生老病死"。
一些马耳他人对此感到责任重大，他们搬到了位于"宇宙中心"的Oa星球上，并成为宇宙的守护者。 他们的目标很简单:与邪恶作斗争，创造一个秩序井然的世界，他们很快就在这个目标上采取了行动。 在此期间，他们也改变了现在的面貌。
克罗纳的实验还画出了伏尔图姆，一个从多元宇宙中寻找拯救地球的旅行者。 他带来了以情感光谱为动力的旅行灯笼。 通过与伏尔修姆的合作，未来的守护者将他们的情绪释放到伟大的心，并在不经意间创造了第一环。 Volthume 接过这个戒指，并将"伟大的心脏"植入他的胸膛，控制整个情绪波段，使他变得危险。 未来的守护者摧毁了他的旅行灯笼，使局势进一步升级。 未来守护神拉米用旅行灯笼的碎片制作了前七个绿灯环，并监禁了第一个灯笼伏尔图姆。 不久之后，人们就认定目前情绪波谱太危险，无法驾驭。
男性马耳他人争论如何处理这种情况。 一个群体决定献出他们的永恒存在来遏制邪恶;这个群体分裂成宇宙守护者和控制者。 后来，一位单身的男性守护者成为苍白的主教，并创立了反情绪信仰"佩林"。 然而，雌性认为没有必要参与其中，因为那时欧安人是不朽的，不需要再繁衍后代，所以离开它们的伴侣，成为众所周知的萨马龙人，后来创立了星蓝宝石。 卫士们将迁往位于"宇宙中心"的奥阿星球，致力于与邪恶作斗争，创造一个有序的宇宙。 在此期间，它们慢慢演变成现在的样子。
绿灯侠唯一的弱点是恐惧的黄色能量，与意志的绿色能量相反。 绿灯侠背叛了绿灯侠，创建了绿灯侠，预言灯侠将形成红（愤怒）、橙（贪婪）、黑（死亡）、白（生命）、靛蓝（同情）、蓝（希望）、紫罗兰（爱）。
宇宙守护者

## 成員
艾倫·史考特（Alan Scott）
於漫畫的黃金時代中建立的角色，是著名的綠光戰警之一。
哈爾·喬丹（Hal Jordan）
至今為止的綠光戰警主角，是綠光軍團中的第一名人類成員。
同時，也是美國正義聯盟的創始成員之一。
原本是一名高傲的試飛員，但在一次意外中，他遇見了墜毀於地球的阿賓·蘇，並繼承了他的綠光戒指，還被傳送到了歐亞星，從此之後便成為了綠光戰警的成員之一。
蓋·加德納（Guy Gardner）
20世紀80年代後期至20世紀90年代中期出現的角色。
阿賓·蘇迫降在地球死亡後，能量戒指選擇了他（而不是哈爾·喬丹），但後來讓哈爾成了他的替補。
這段情節在電影中並沒出現，因為主角是哈爾。
約翰·史都華（John Stewart）
在電視動畫《正義聯盟》中擔任主要人物。
當哈爾離開軍團時，約翰以DC漫畫第一位以黑人身分現身的超級英雄。
約翰經常擔任哈爾在正義聯盟的工作。
凱爾·雷納（Kyle Rayner）
作為綠光軍團中唯一的離子俠而聞名，是一名榮譽成員。
阿賓·蘇（Abin Sur）
塞尼斯托的導師兼好友，經常和塞尼斯托一起行動。
特徵是有著淺紅色的膚色，嘴巴中央上下有著黑色的條狀印記。
因為被百烈煞重挫而迫降於地球，在死前將綠光燈籠托付於身旁的地球人哈爾，而在綠光能量戒指選擇了哈爾後，阿賓也就此斷氣。
在《綠光戰警：翡翠騎士》中描述他在被殺死前的事情，當時他與一位名叫阿托希塔斯會說黑暗預言的外星罪犯交戰，和塞尼斯托一起抓到他後，對方向他說了一段關於塞尼斯托會背叛的預言，但阿賓不願相信他的朋友會背叛自己身為綠光戰警所附的使命。
聖納托（Sinestro）
是阿賓·蘇的學生和摯友，也是哈爾的導師。
後來在一次機緣下，塞尼斯托得到了凶器者（Qward）的黃光能源。
因此他脫下了原本的戒指，戴上了黃光能量戒指，塞尼斯托便隨著黃光能量的凶器者們一同襲擊綠光軍團。
基洛沃格（Kilowog）
和聖納托一樣是哈爾的前輩。
特徵是有著寬大的下巴，灰色皮膚（有時會改為橙色或紅色），身型魁武高大且粗魯又喜歡罵手下「渾蛋」（此舉是效仿昔日長官迪肯）。
並認為地球人是宇宙中最自以為是的生物，但實際上是個十分正派且嚴守本分又會照顧同伴的人。
在《綠光戰警：翡翠騎士》中描述他成為新兵時，基洛沃格對經常讓他們置身於危險境地的長官迪肯中士感到不滿。
但後來因為一場戰鬥任務而使得迪肯中士殉職，基洛沃格便接替了長官的權力，成功完成任務。
托瑪·雷（Tomar-Re）
和蓋·加德納與凱爾·雷納一樣是榮譽成員。
特徵是鸚鵡形的嘴巴，橙色皮膚，頭頂有魚鰭，似乎和地球的魚類是近親。
阿瑞希亞·拉布（Arisia Rrab）
比哈爾還要資淺的女性綠光戰警。
特徵是金色短髮，和人類外型較接近，個性善良，但經常欠缺信心。
父親是服務部門2815的綠光戰警。
摩高（Mogo）
一顆有意識的行星，被譽為「最強的綠光戰警」，似乎不會說話，「摩高不與人往來」，他是綠光戰警之間一個很有名的話題。
萊拉（Laira）
萊拉是昔日黃金龍的公主，後被派遣前往她的家鄉去處理對於她的子民無緣無故攻擊其他國家的指控。
父親的情婦和弟弟想阻攔她，而萊拉則對他們速戰速決，但當她對上自己的父親時，她悲痛的得知近期的戰爭罪行，竟是因父親決定而致。
因為萊拉的能量戒指，曾經選擇的是身為父親的他而不是他女兒萊拉，他便因此而惱羞成怒。
不過，萊拉最終還是戰勝了她的父親，而她父親最後也承認她已經真正長大成人了，最後萊拉的父親決定以切腹自盡的方式來維護自己的尊嚴。